# Neomicrotypus penai
Neomicrotypus penai är en stekelart som beskrevs av Van Achterberg 1992. Neomicrotypus penai ingår i släktet Neomicrotypus och familjen bracksteklar. Inga underarter finns listade i Catalogue of Life.